# David Gleirscher
David Gleirscher (n. 23 iulie 1994, Hall în Tirol, Tirol, Austria) este un ofițer de poliție ce a reprezentat Austria, medaliat olimpic. A participat la 1 ediție a Jocurilor Olimpice (2018) în care a câștigat 1 medalie de aur.

## Participări
Lista de mai jos prezintă principalele competiții la care a participat David Gleirscher de-a lungul carierei.
- Sanie la Jocurile Olimpice de iarnă din 2018 - Simplu (masculin)